# Sáfránylepke
A sáfránylepke (Colias croceus) a fehérlepkék (Pieridae) családjában a kéneslepke (Colias) nemzetség egyik faja.

## Előfordulása
Igazi hazája Dél-Európa, de onnan nyaranta északabbra, így a Kárpát-medencébe és az Alpoktól északra is fölvándorol.

## Megjelenése
Szárnyát fekete csík szegélyezi. A hímek színe fakó narancssárga; fesztávolsága nagyjából 2,5 cm. A nőstények világosabbak; egyesek szárnyának alapszíne zöldesfehér. A nőstény szárnyán a fekete szegélyt világos pöttyök tarkázzák.

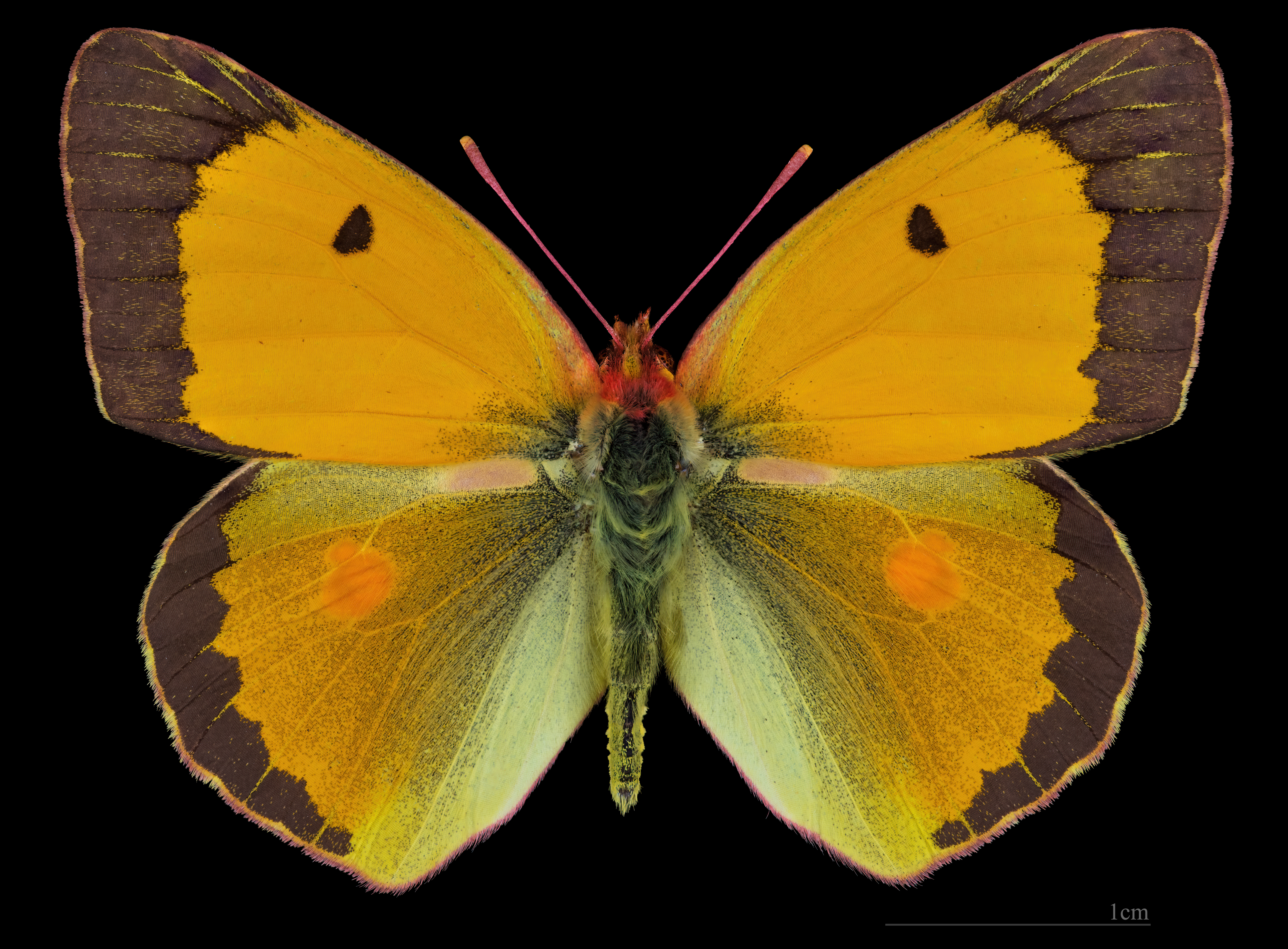
Colias croceus croceus ♂
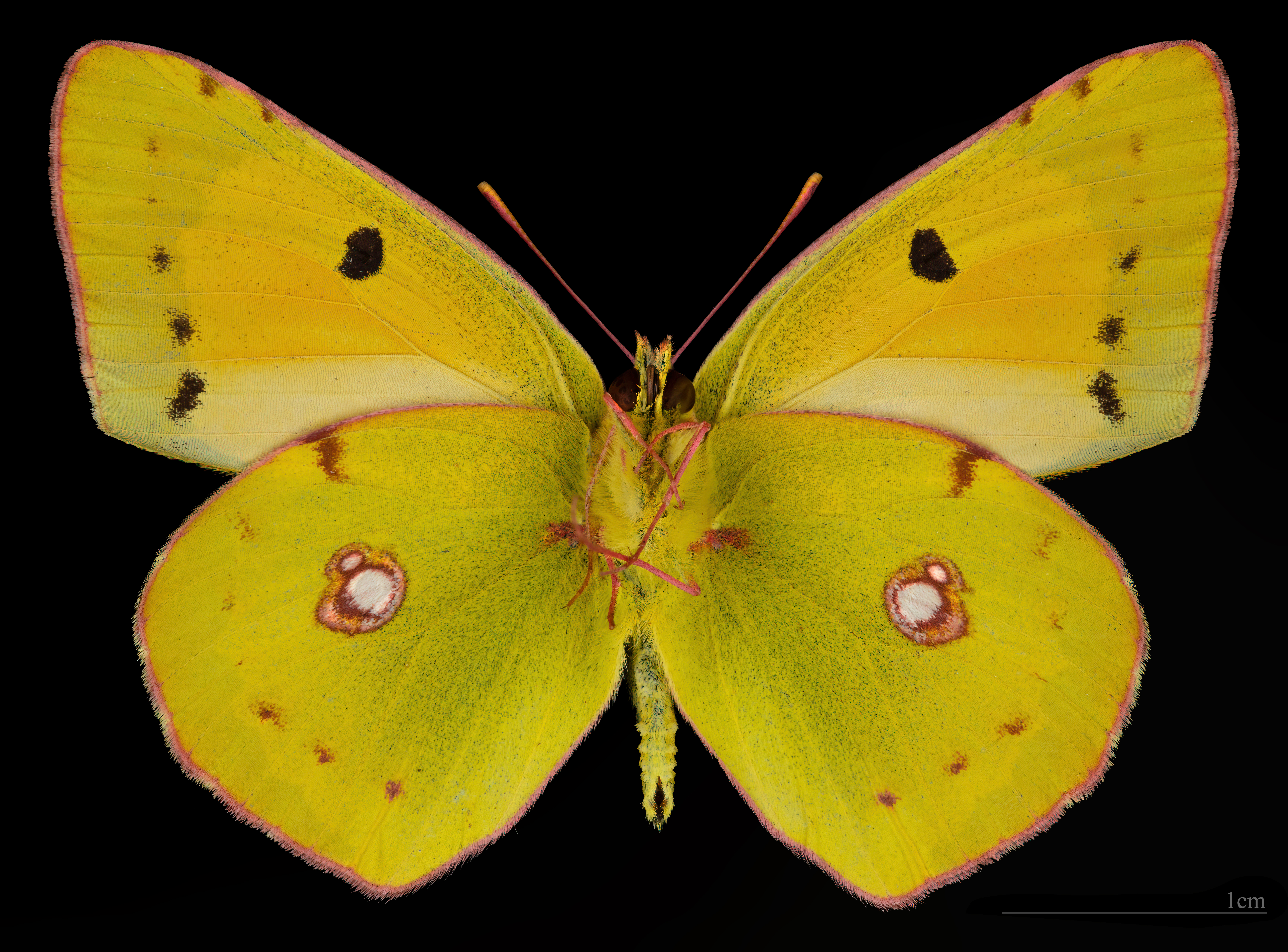
Colias croceus croceus ♂ △
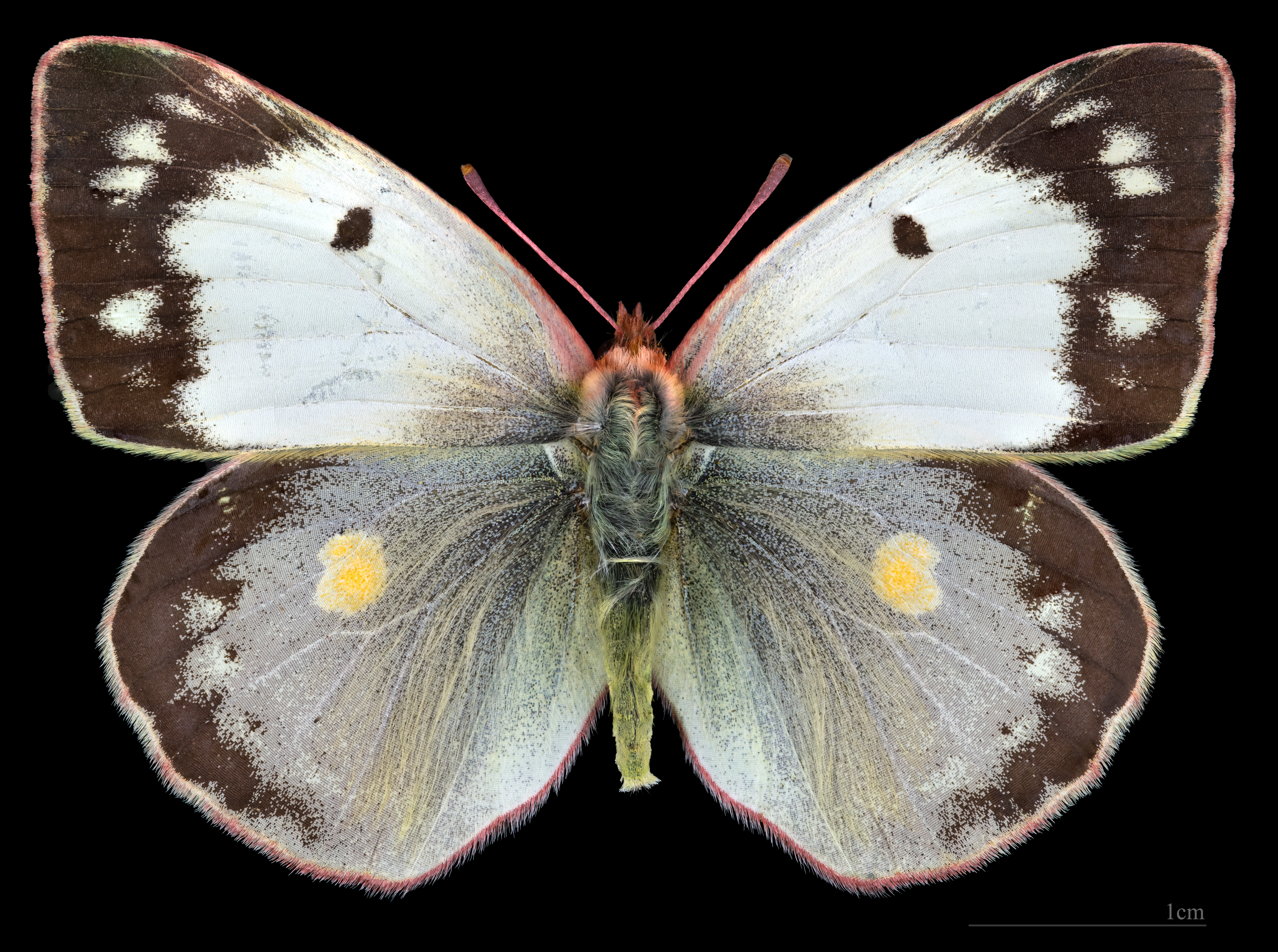
Colias croceus f. helice ♀
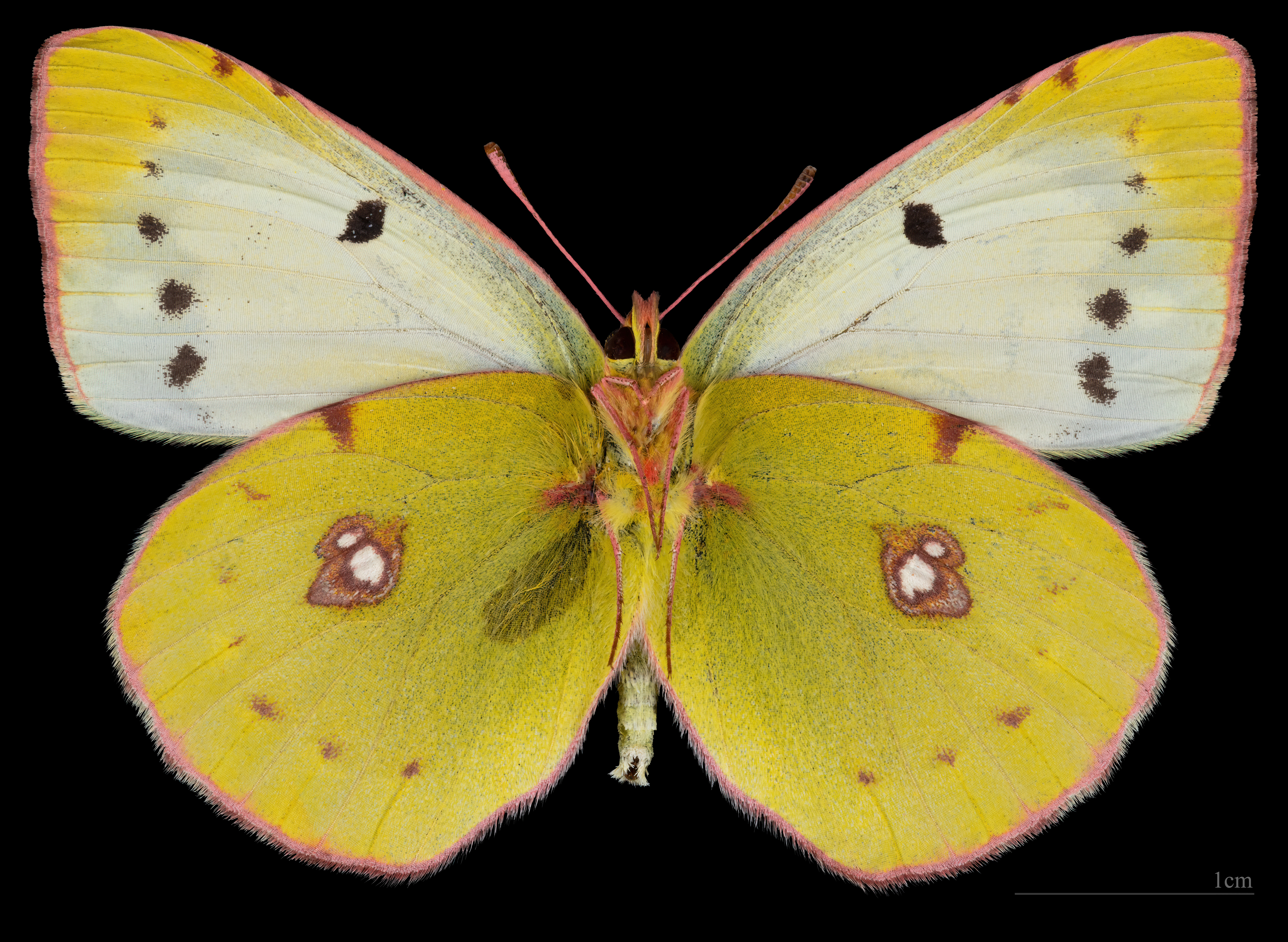
Colias croceus f. helice ♀  △

## Hasonló fajok
A fakó kéneslepke (Colias hyale) szárnya szélén a fekete csík keskenyebb. A dolomit-kéneslepke (Colias chrysotheme) szárnyának alapszíne élénkebb.

## Életmódja
Áprilistól októberig repül a nyílt területeken; röpte gyors. Pihenéskor ritkán tárja szét szárnyait. Tápnövényei a lucerna, a fehérhere, a bükköny (Vicia sp.) és egyéb pillangósvirágúak. Egy évben 2–3 nemzedéke kel ki.